# Chiquimula (Guatemala)
Chiquimula ist eine gut 100.000 Einwohner zählende Großstadt im Osten Guatemalas. Gleichzeitig ist sie Verwaltungssitz des Departamentos Chiquimula sowie der gleichnamigen Großgemeinde (Municipio), welche sich über 372 km² erstreckt und über 450.000 Einwohner hat.

## Lage und Klima
Chiquimula liegt nahe der Mündung des Río Tacó in den Río San José annähernd 174 km (Fahrtstrecke) östlich von Guatemala-Stadt auf ca. 425 m Höhe. Das Klima ist überwiegend tropisch heiß; die Regenzeit dauert von Mai bis Oktober.

## Bevölkerungsentwicklung
| Jahr      | 1974   | 2000   | 2015    |
| Einwohner | 44.192 | 77.749 | 100.913 |

Der stetige Bevölkerungszuwachs der Stadt beruht im Wesentlichen auf der immer noch anhaltenden Zuwanderung von Familien aus den Dörfern der Umgebung.

## Wirtschaft und Tourismus
Dank der günstigen Lage an der Fernstraße CA 10 nach El Salvador und (ab Esquipulas) Honduras profitiert Chiquimula vom Durchgangsverkehr und verfügt über zahlreiche Hotels. Die Stadt ist ein wichtiges Handelszentrum im so genannten Oriente. Chiquimula hat einen großen, täglich abgehaltenen Markt.

## Geschichte
Das Gebiet von Chiquimula gehörte vor der Kolonialzeit zum Chiquimulhá-Reich, dessen Hauptstadt sich in Copán befand (heute in Honduras). Der im Jahr 1530 gegründete Ort wurde 1765 durch ein Erdbeben zerstört. Während der Kolonialzeit war er Zentrum eines bedeutenden Verwaltungsbezirks (Corregimiento de Chiquimula). Nach der Unabhängigkeit von Spanien erhielt Chiquimula im Jahr 1821 die Stadtrechte und wurde vier Jahre später Verwaltungssitz des gleichnamigen Departamentos. In den Jahren danach litt die Stadt und ihre Umgebung unter den Wirren mehrerer kurzer Bürgerkriege.

## Sehenswürdigkeiten
- Die im 18. Jahrhundert erneuerte Iglesia de la Santísima Trinidad ist nach dem Einsturz der Gewölbe nahezu ruiniert.[2]
- Die neue Pfarrkirche hat eine breitgelagerte und von zwei seitlichen Glockentürmen stabilisierte historisierende Fassade.

Umgebung
- In der gut 50 km weiter südöstlich gelegenen Stadt Esquipulas befindet sich eine Wallfahrtsstätte (Basílica de Esquipulas) mit einer landesweit verehrten Christusfigur (Cristo negro).